# Hexatoma thaiensis
Hexatoma thaiensis är en tvåvingeart som beskrevs av Alexander 1953. Hexatoma thaiensis ingår i släktet Hexatoma och familjen småharkrankar.
Artens utbredningsområde är Thailand. Inga underarter finns listade i Catalogue of Life.